# Walter Chrysler

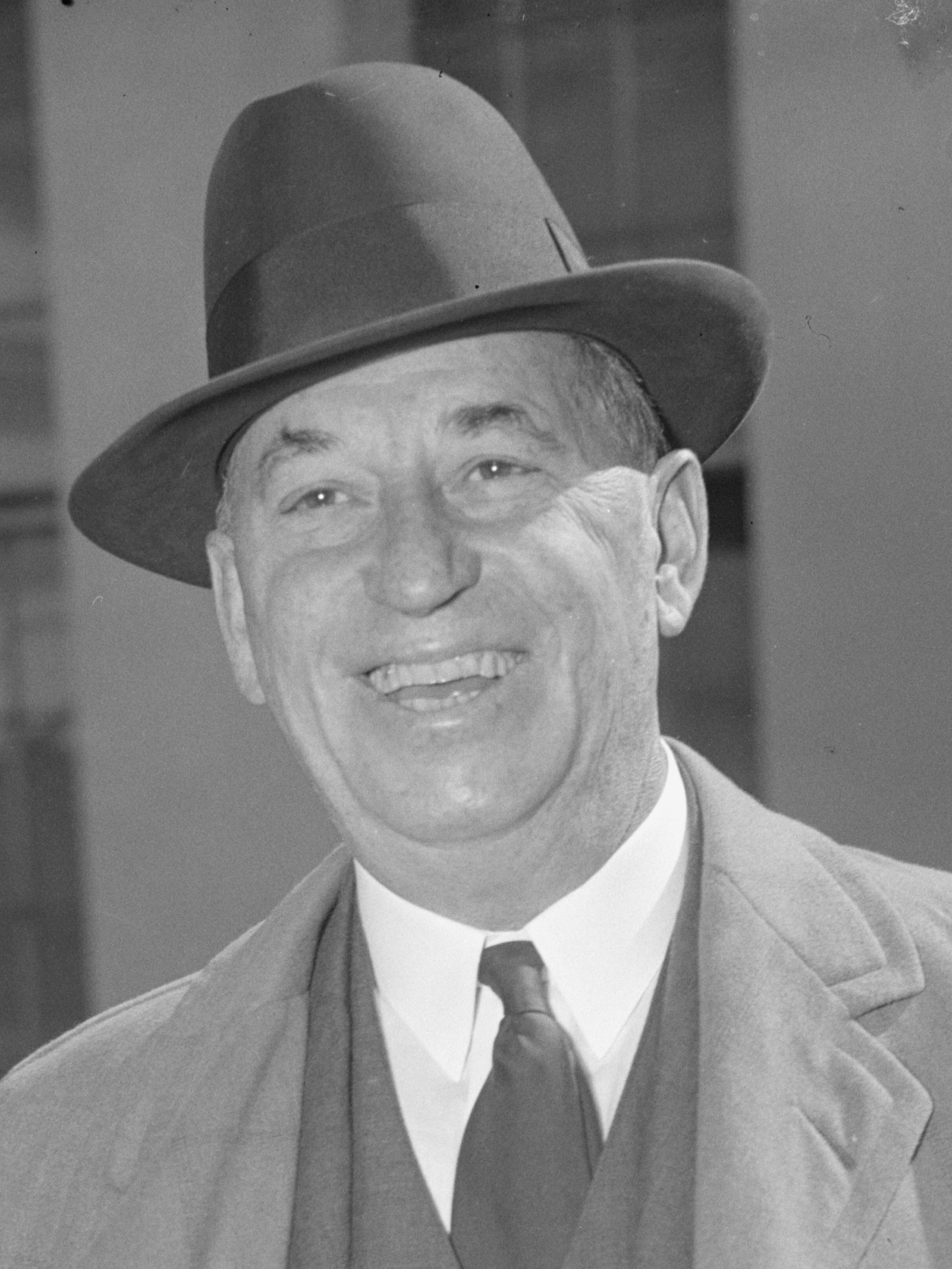
Walter Chrysler.

Walter Percy Chrysler (Wamego, 2 april 1875 – Long Island, 18 augustus 1940) was een Amerikaanse pionier in de automobielindustrie.

## Vroege leven
Walter P. Chrysler werd in 1875 geboren in Wamego, Kansas (VS). Zijn voorouders waren in 1709 vanuit Duitsland naar de Nieuwe Wereld vertrokken. Op zijn derde verhuisde zijn familie naar Ellis waar zijn vader als ingenieur werkte voor Kansas Pacific Railroad. Na zijn schooltijd werkte hij voor Union Pacific Railroad. Op zijn 22e vertrok hij uit Ellis en keerde later terug om te trouwen met Della Forker. Daarop verhuisden ze naar Salt Lake City.

## Automobielindustrie
Toen de American Locomotive Company (ALCO) besloot te gaan diversifiëren tot auto's werd W. Chrysler er manager. ALCO had er niet zoveel succes mee en in 1911 werd hij directeur van Buick Motor Company. 2 jaar later verliet ALCO de automobielindustrie weer. In 1919 werd Chrysler directeur van Willys-Overland waar hij 1.000.000 USD per jaar verdiende, een ongekend hoog bedrag voor die tijd. Hij probeerde echter John Willys, de man die hem had aangenomen, buitenspel te zetten met een overnamebod maar dat werd door de aandeelhouders tegengehouden. Hij verliet het bedrijf in 1921.

## Chrysler
Walter Chrysler nam daarop de in problemen verkerende Maxwell Motor Company over en schrapte het automerk Maxwell. In 1925 richtte hij Chrysler Corporation op waarin hij Maxwell opnam. Daarnaast richtte hij in 1928 binnen Chrysler ook de merken Plymouth en DeSoto op en nam hij Dodge over. Datzelfde jaar financierde hij de bouw van wat toen de hoogste wolkenkrabber ter wereld werd: de Chrysler Building in New York. Ook al in 1928 werd W. Chrysler TIME Magazines Man van het jaar.

## Verder
Chrysler Corporation groeide uit tot een van de grootste autoconcerns in de Verenigde Staten en werd in 1998 overgenomen door het Duitse Daimler-Benz dat tot oktober 2014 DaimlerChrysler heet. Sindsdien is het Fiat Chrysler Automobiles geworden. De groep omvat naast Chrysler ook Ferrari, Maserati, Jeep, Dodge, Alfa Romeo, FIAT, Lancia en Ram Trucks.
In Europa wordt het logo van Fiat op de Chryslers geplaatst, Dodge wordt dan weer Fiat. So Chrysler schreef een autobiografie die The Life of an American Workman (Het leven van een Amerikaanse werkman) getiteld was. Hij overleed in 1940 in Long Island (New York). Hij ligt begraven op het Sleepy Hollow kerkhof in New York.